# Ludweis-Aigen
Ludweis-Aigen è un comune austriaco di 952 abitanti nel distretto di Waidhofen an der Thaya, in Bassa Austria; ha lo status di comune mercato (Marktgemeinde).